# Joop Fijen
Peter Jozef (Joop) Fijen (Amsterdam, 26 maart 1905 – Nieuwstadt, 6 maart 1959) was een Nederlands voetballer.

## Biografie
Joop Fijen was de zoon van Theodor Goswijn Fijen en Wilhelmina Carolina Hamel. Hij was getrouwd met Maria Johanna (Maartje) Schouten en had vier kinderen.
Hij speelde van 1930 tot 1931 bij AFC Ajax als middenvelder. Van zijn debuut in het kampioenschap op 21 december 1930 tegen DFC tot zijn laatste wedstrijd op 7 mei 1931 tegen Feyenoord speelde Fijen in totaal 7 wedstrijden in het eerste elftal van Ajax.

## Statistieken
| Club  | Seizoen | Competitie | Competitie | Beker | Beker | Totaal | Totaal |
| Club  | Seizoen | Wed.       | Dlp.       | Wed.  | Dlp.  | Wed.   | Dlp.   |
| ----- | ------- | ---------- | ---------- | ----- | ----- | ------ | ------ |
| Ajax  | 1930/31 | 7          | 0          | -     | -     | 7      | 0      |
| Total | Total   | 7          | 0          | -     | -     | 7      | 0      |